# Проблематика фильма «Аватар»

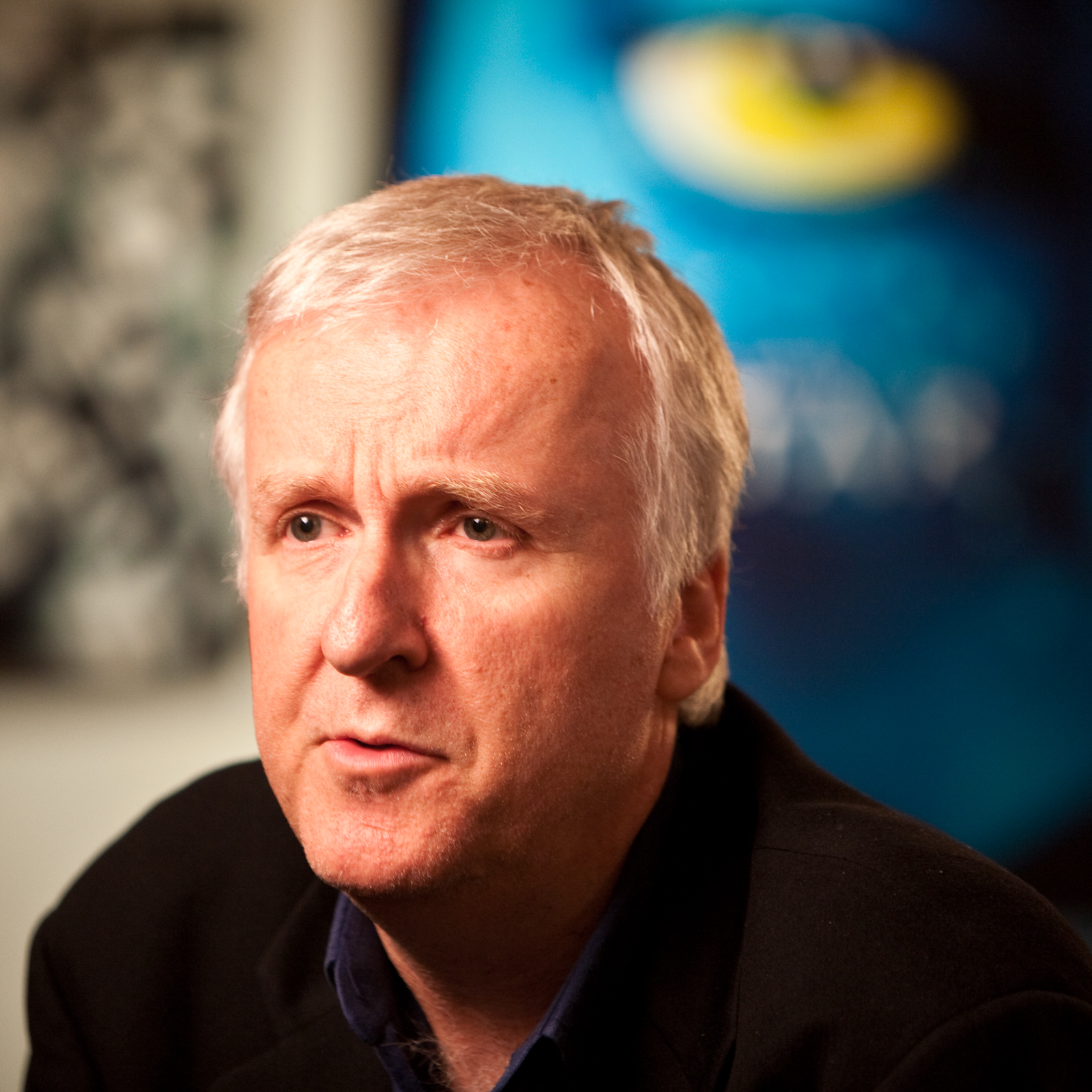
Джеймс Кэмерон, сценарист, режиссёр и сопродюсер фильма Аватар

Американский научно-фантастический фильм «Аватар» 2009 года получил широкий успех, стал самым кассовым в истории кинематографа и является им до сих пор. Картина вызвала бурные дискуссии на темы социальных, политических, религиозных проблем, определённых критиками и комментаторами.
В дискуссиях были затронуты такие проблемы, как конфликт между современным человеком и природой, империализма, расизма, милитаризма и патриотизма, корпоративной жадности, духовности и религии. Комментаторы спорили о том, является ли освещение в фильме человеческой агрессии к коренным народам Пандоры выражением поддержки реально существующих коренных народов, или это, напротив, ленивый пересказ расистского мифа о благородном дикаре. Правые критики обвинили Кэмерона в антиамериканском послании в фильме, в то время как сам Кэмерон утверждал, что фильм является проамериканским в вопросе нынешней войны в Ираке и Афганистане. Визуальная схожесть разрушения башен Всемирного торгового центра и рубки Древа Дома в фильме спровоцировала кинолюбителей определить человеческую армию в «Аватаре», как террористов. Критики задались вопросом, действительно ли эта схожесть направлена на то, чтобы стимулировать зрителей к сопереживанию положении мусульман в условиях военной оккупации сегодня.
Большинство дискуссий касались темы обращений в фильме, таких как защита окружающей среды: например, уничтожение тропических лесов и гор для добывания ценных камней и выселение из домов для застройки. Христиане, включая Святой Престол, опасались, что фильм пропагандирует пантеизм над христианской верой, а другие уверяли, что фильм сокровенно исследует библейские познания. Некоторые критики либо хвалили духовные элементы фильма, либо нашли в них банальность.

## Политическая проблематика

### Империализм
«Аватар» описывает борьбу современного человека с коренными народами. Джеймс Кэмерон сам признался, что «фильм, конечно, об империализме, в том смысле, что в человеческой истории все, кто имеют военную мощь и силу всегда старались вытеснять тех, кто послабее, для своей выгоды». Джордж Монбио, пишущий для журнала «The Guardian», утверждает, что в фильме есть метафора европейского геноцида американцев.
Многие комментаторы увидели в фильме послание поддержки современной борьбы местных племён за существование. Эво Моралес, первый президент Боливии из числа местных племён, похвалил Аватар за «глубокий показ сопротивления империализму и борьбы в защиту природы». Другие сравнивали земных захватчиков с НАТО в Ираке или Израилем в Палестине и считают обнадёживающим, что «когда кланы На’ви объединились, и искренняя молитва была произнесена, … 'примитивные дикари' выиграли войну».

### Милитаризм
Кэмерон утверждал, что Аватар во многом политический фильм, и добавил: «Этот фильм показывает, что мы живём в войне. Есть войска, которые, как я считаю, были посланы под ложными предлогами, я надеюсь, это поможет нам открыть глаза.» Он добавил, что не считает фильм анти-милитаристским.

## Социальная тематика

### Окружающая среда и собственность
Аватар был назван «без сомнения, наиболее эпической пьесой в защиту окружающей среды, когда-либо запечатлённой на плёнке…». Он затронул все важные проблемные точки окружающей среды — дикие дождевые леса, подавляемые жестокой эксплуатацией, аборигены, которым есть много чему научить искусственный мир, планета, которая функционирует, как коллектив, объединённый Геей организм, и жестокие корпоративные интересы, которые желают уничтожить все это.» Кэмерон активно обсуждал с прессой экологическое послание фильма, говоря что он видит Аватар широкой метафорой о том, как мы обращаемся с живым миром Он сказал, что создал Пандору как «фантастическую версию того, каким был наш мир, до того как мы начали закатывать его в асфальт и строить торговые центры. Так что это ответ на то, какой должен быть наш мир»
Он говорил Charlie Rose, что «нам придётся пройти через большую боль и страдания, если мы не поймём нашу ответственность за природу».